# Белые и синие (роман)
«Белые и синие» — исторический роман Александра Дюма-отца, первоначально опубликованный в газетах Le Mousquetaire и La Petite Presse в 1867 году. Первая часть трилогии, в которую также входят романы «Соратники Иегу» (1857) и «Шевалье де Сент-Эрмин» (1869). По мотивам романа Дюма написал одноимённую пьесу.
Роман посвящён Великой французской революции и истории Франции последующих лет. Большое место в нём отведено теме возвышения генерала Наполеона Бонапарта.  Действие начинается в декабре 1793 года, во время якобинского террора, и заканчивается в 1799 году высадкой Наполеона в Египте.